# Reakcija vazomotoričnega lova
Reakcija vazomotoričnega lova je proces izmenjevanja vazokonstrikcije in vazodilatacije v mrazu izpostavljenih okončinah. Po Thomasu Lewisu, ki je dogajanje leta 1930 prvi opisal, se imenuje tudi Lewisova reakcija. V preteklosti so menili, da reakcija vazomotoričnega lova ščiti prste pred omrzlinami in izboljšuje delovanje mišic v prstih. Eksperimenti so pokazali, da to ne drži. Roke so ob izpostavitvi mrazu zaradi te reakcije še bolj občutljive na mraz.
Vazokonstrikcija najprej zmanjša izgubljanje topolote, povzroči pa tudi močno ohladitev okončin. Približno pet do deset minut od izpostavitve mrazu se krvne žile v okončinah nenadoma razširijo. Vzrok za to je verjetno z mrazom sprožen nenaden upad simpatičnega sproščanja nevtrotransmitorjev v mišično plast arteriovenskih anastomoz. Vazodilatacija poveča pretok krvi in s tem temperaturo mrazu izpostavljenega predela telesa. Ponovno ji sledi vazokonstrikcija, tako da se reakciji izmenjavata.
Reakcija vazomotoričnega lova je eden od štirih mogočih odzivov na potopitev prstov v mrzlo vodo. Drugi mogoči odzivi so neprestana vazokonstrikcija, počasno ogrevanje in oblika sorazmernega nadzora, pri kateri ostaja premer žilja po začetni fazi vazokonstrikcije konstanten. V veliki večini primerov gre za reakcijo vazomotoričnega lova. Na jakost odziva lahko vplivajo številni dejavniki. Odziv je močnejši pri ljudeh, ki so pogosto izpostavljeni mrazu. Vloga genetskih dejavnikov ni jasna.